# 아돌포 로드리게스 사아
아돌포 로드리게스 사아 파에스 몬데로(Adolfo Rodríguez Saá Páez Montero)는 아르헨티나의 정치인이다. 그는 산루이스 주지사를 몇차례 역임했으며, 잠시 아르헨티나의 대통령직을 맡았다. 2001년 12월 23일 아돌포 로드리게스 사아는 아르헨티나 임시 대통령으로서 1천 320억 달러에 달하는 대외부채 상환을 중단한다면서 디폴트 선언을 했다. 로드리게스 사아 과도정부는 취임 즉시 발표한 제 3의 통화(아르헨티노) 발행계획을 발표했지만, 무산됐다. 2001년 12월 31일 아돌포 로드리게스 사아는 경제 위기를 다룰 역량이 없었으며, 그가 속한 정당인 정의당의 지지를 받지 못하고 사임했다.

## 역대 선거 결과
| 선거명      | 직책명              | 대수 | 정당     | 1차 득표수 | 1차 득표율  | 2차 득표수 | 2차 득표율 | 결과 | 당락 |
| ----------- | ------------------- | ---- | -------- | ---------- | ----------- | ---------- | ---------- | ---- | ---- |
| 2001년 선거 | 아르헨티나의 대통령 | -대  | 정의당   | 81.65%     | 138표       |            |            | 1위  |      |
| 2003년 선거 | 아르헨티나의 대통령 | 43대 | 정의당   | 14.11%     | 2,736,091표 |            |            | 4위  | 낙선 |
| 2015년 선거 | 아르헨티나의 대통령 | 46대 | 연방약속 | 1.64%      | 412,577표   |            |            | 6위  | 낙선 |